# گوتسکوویتسه
گوتسکوویتسه (به لاتین: Gockowice) یک روستا در لهستان است که در گمینا خوینگتسه واقع شده‌است. گوتسکوویتسه ۱۱۳ نفر جمعیت دارد.